# Elecciones generales de Puerto Rico de 1904
Se realizaron elecciones generales en Puerto Rico el 8 de noviembre de 1904. Debido a que las elecciones se realizaron bajo el gobierno colonial de los Estados Unidos, el gobernador era designado por el presidente de los Estados Unidos.El Partido Federal se disuelve y le sucede el partido Unión de Puerto Rico. El sufragio fue censitario, solo hombres mayor de 21 años con propiedades.